# قلعه هنگ مرزی
قلعه هنگ مرزی مربوط به دوره پهلوی اول است و در تایباد، خیابان امام خمینی، انتهای خیابان شریعتی واقع شده و این اثر در تاریخ ۲۶ اسفند ۱۳۸۶ با شمارهٔ ثبت ۲۲۲۳۹ به‌عنوان یکی از آثار ملی ایران به ثبت رسیده‌است.